# Raymondville (Missouri)
Pour les articles homonymes, voir Raymondville.
Raymondville est un village situé au centre du comté de Texas, dans le Missouri, aux États-Unis,. Il est incorporé en 1942.

## Démographie
Lors du recensement de 2010, le village comptait une population de 363 habitants. Elle est estimée, en 2016, à 364 habitants.

### Source de la traduction
- (en) Cet article est partiellement ou en totalité issu de l’article de Wikipédia en anglais intitulé « Raymondville, Missouri » (voir la liste des auteurs).